# Óscar López Hinarejos
Óscar López Hinarejos, conegut amb el pseudònim el Gran Oscarín, és un pirata informàtic valencià, que fou condemnat dels delictes de danys, descobriment, i revelació de secrets. Fou l'autor de cabronator, un troià informàtic que distribuïa des de la seva pàgina web. Es creu que va infectar cap a 100.000 màquines, de les quals en podia extreure informació i danyar-ne els continguts i el funcionament.
L'abril del 2003, va ser detingut per la Guàrdia Civil. El Jutjat Penal número 7 de València el condemnar a indemnitzar els afectats que el van denunciar. És la primera sentència a l'estat espanyol contra el creador d'un virus informàtic.